# Stazione di Ceraino
Stazione di Ceraino vasútállomás Olaszországban, Veneto régióban, Dolcè településen.

## Vasútvonalak
Az állomást az alábbi vasútvonalak érintik:
- Brenner-vasútvonal

## Kapcsolódó állomások
A vasútállomáshoz az alábbi állomások vannak a legközelebb: 
- Stazione di Dolcè